# Doris Schweizer
Doris Schweizer (* 28. August 1989 in Rothenburg) ist eine Schweizer Radrennfahrerin.

## Sportliche Laufbahn
2006 belegte Doris Schweizer bei der Schweizer Juniorenmeisterschaft im Einzelzeitfahren  Platz zwei. Im Jahre 2007, immer noch bei den Junioren, erreichte sie den dritten Rang. Drei Jahre später belegte sie ebenfalls den dritten Platz bei der Schweizer Meisterschaft im Einzelzeitfahren, dieses Mal bei der Elite der Frauen. Ebenfalls 2010 wurde sie Achte im Einzelzeitfahren bei den U23-Strassen-Europameisterschaften (U23), 2011 belegte sie ebenfalls in der U23 Rang vier.
2013 gewann Schweizer zwei Etappen im Rahmen von Mannschaftszeitfahren, bei der Vuelta Ciclista Femenina a el Salvador sowie beim Giro del Trentino Alto Adige. Im selben Jahr wurde sie Schweizer Meisterin im Strassenrennen sowie Vize-Meisterin im Einzelzeitfahren. 2014 errang sie gemeinsam mit dem Astana BePink bei den Strassenweltmeisterschaften  Bronze im Mannschaftszeitfahren und gewann eine Etappe der Tour de Bretagne. 2015 und 2016 gewann sie vier weitere nationale Titel. Bei den UCI-Strassen-Weltmeisterschaften 2018 belegte sie im Einzelzeitfahren Platz sechs.

## Erfolge
2011
- Schweizer Meisterin – Bergfahren

2013
- Teamzeitfahren Vuelta Ciclista Femenina a el Salvador
- Teamzeitfahren Giro del Trentino Alto Adige
- Schweizer Meisterin – Strassenrennen

2014
- Weltmeisterschaft – Mannschaftszeitfahren (mit Alena Amjaljussik, Simona Frapporti, Alison Tetrick, Silvia Valsecchi und Susanna Zorzi)
- eine Etappe Tour de Bretagne
- Schweizer Meisterin – Einzelzeitfahren

2015
- Schweizer Meisterin – Einzelzeitfahren

2016
- Schweizer Meisterin – Strassenrennen, Einzelzeitfahren